# Corral de comedias de la Olivera
El Corral de la Olivera fue un corral de comedias de Valencia que funcionó entre finales del siglo XVI y comienzos del XVII, momento en que tras ser destruido por un incendio volvió a levantarse como Casa de comedias o Teatro de La Olivera que subsistió sin grandes cambios hasta 1715. Tuvo compañía propia, y en sus tablas se curtieron autores de la talla de Lope de Vega.

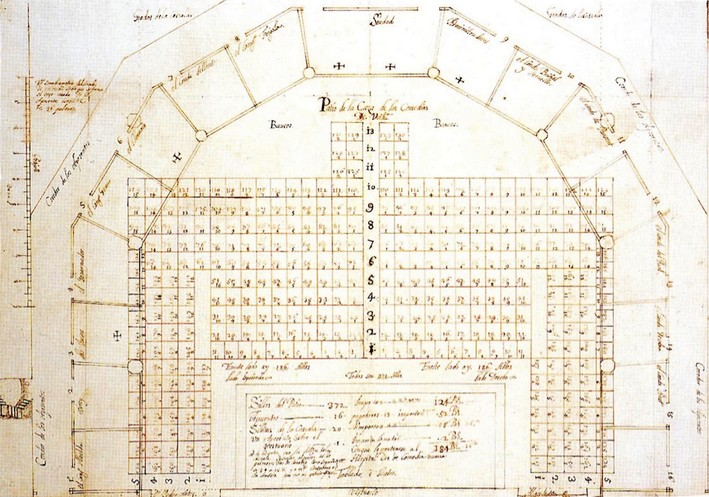
Plano de la reconstrucción del Corral de comedias o Casa de Comedias de La Olivera (Valencia, España), tras su incendio en 1619.

## Historia
En el siglo XVII sólo dos ciudades españolas le hacían competencia a la corte madrileña, Sevilla que la superaba en actividad, y Valencia que le andaba a la par.
A lo largo del siglo XVI la dramaturgia en la capital del Turia, como en otras muchas capitales españolas, había coexistido con la anarquía y el lumpen. Alertados por las autoridades eclesiásticas, el virrey y los jurados de la ciudad pusieron remedio encomendándole al Hospital la tutela del entramado del espectáculo. Con ese objetivo se comenzó a construir un local estable a partir de 1582 con la colaboración de la cofradía de San Nicolás. Dicho local, próximo a la Universidad, llegaría a ser conocido como "Casa de la Olivera", por encontrarse en la plaza de la Olivera (que luego se llamaría de las Comedias, en la manzana que siglos después delimitan la calle de la Tertulia y la calle del Vestuario). Allí llegaron a representar autores como Guillén de Castro, Tárrega, Rey de Artieda y el propio Lope de Vega que, huido de Madrid, se refugió en Valencia durante ocho años.
En 1584, se abrió otro corral más pequeño frente a la iglesia de Santo Tomás, conocido como Els Santets (Los Santitos). Ambos coliseos compartieron comedias entre 1585 y 1619, año en que el de la Olivera se reconstruyó tras un incendio, tomando el aspecto que mantuvo durante todo el reinado de Felipe IV y el resto del siglo XVII.
El Corral de la Olivera se mantuvo vivo hasta 1715. Tras un periodo de decadencia, el coliseo fue derribado en 1748 con la prohibición de las comedias por el arzobispo Mayoral.

## Estructura
El moderno coliseo abierto en 1619 disponía, además de la sala de representación, de casas para conserjes e inquilinos, en cuyo corral o patio se emplazaba el teatro propiamente dicho, y con dos fachadas principales que daban a la plaza de la Olivera (con un escudo labrado con las armas de la ciudad) y a la calle del Vestuario.
Como todos los teatros de este tipo, constaba de escenario y "ochavo", distribuido en plata baja y dos galerías superiores sostenidas por diez pilares de piedra de Godella con capitel toscano, cuatro de ellas de ladrillo y cemento desde el primer piso a la techumbre. A la altura de la segunda galería, por encima del escenario, un arco de fábrica unía dos grandes pilares que soportaban el techo.
El «corredor de les dones» (la "cazuela" de los antiguos corrales de comedias), instalado en el primer piso, disponía de escalera, pasillos y entrada especiales, incomunicados con el resto del teatro, en función de la rigurosa separación de sexos entre los espectadores. En el segundo piso se encontraban los «camariles» o palcos para las clases más pudientes.
El suelo del patio era de losas cuadrangulares y en la parte vecina al escenario disponía de sillas, ocupando el resto un anfiteatro que  
formaban unas gradas de bancos de madera. El escenario, pequeño, tenía a los lados los vestuarios en la zona que ocupan los bastidores en los teatros a la italiana. Sobre la escena corría un balconcillo con dos pequeños palcos que servían a los actores para trasladarse de un lado a otro y organizar sus entradas y salidas a escena. En total, la Olivera, según cita Henri Merimée, sumaba como localidades disponibles: el aposento del palco principal, con otros 16 aposentos más, 372 sillas de patio y 20 de cazuela.
Cuando la tramoya y la maquinaria usada en la representación lo requerían, el balcón y el tejadillo sobre el proscenio podían desmontarse, y asimismo, el suelo del tablado del escenario disponía de trampas o escotillas para "diablos y fantasmas".
El teatro tenía también varios juegos de ventanas abiertas en el muro del fondo y en la segunda galería —que daban a la callejuela—, y varias claraboyas que podían abrirse con un juego de cuerdas, resortes y poleas. Además, según relata Diego de Vich en su Breve Discurso publicado en 1650, el Teatro de la Olivera tuvo función nocturna, anticipándose así a una costumbre que tardaría casi un siglo en imponerse.
Administrativamente, la Olivera estaba regida por un alcaide, residente en el edificio del teatro, dueño del monopolio de refrescos y golosinas (avellanas, piñones, peras, membrillos, dátiles, anís, horchata helada y aloja) y con un grupo de 'agentes del orden' a su servicio.

## Reconstrucción virtual
Actualmente se está llevando a cabo un proyecto de reconstrucción virtual de la Casa de Comedias de la Olivera dirigido por el profesor emérito de la Universitat de València Joan Oleza. Una muestra del trabajo desarrollado puede verse en el siguiente documental didáctico. El edificio ha sido modelado gráficamente en 3D y se han incorporado a él auralizaciones de fragmentos de obras teatrales con el fin de lograr una mayor experiencia inmersiva.